# Eddie Dean
Eddie Dean, nato Edgar Dean Glosup (9 luglio 1907 – Westlake Village, 4 marzo 1999), è stato un attore e cantante statunitense.
È stato un interprete di film western anche come "cowboy cantante".

## Filmografia parziale

### Cinema
- Renegade Trail, regia di Lesley Selander (1939)
- Range War, regia di Lesley Selander (1939)
- Santa Fe Marshal, regia di Lesley Selander (1940)
- The Showdown, regia di Howard Bretherton (1940)
- The Light of Western Stars, regia di Lesley Selander (1940)
- Hidden Gold, regia di Lesley Selander (1940)
- The Golden Trail, regia di Albert Herman (1940)
- Rapina alla diligenza (Stagecoach War), regia di Lesley Selander (1940)
- Oklahoma Renegades, regia di Nate Watt (1940)
- Wildfire, regia di Robert Emmett Tansey (1945)
- Romance of the West, regia di Robert Emmett Tansey (1946)
- Wild West, regia di Robert Emmett Tansey (1946)
- The Hawk of Powder River, regia di Ray Taylor (1948)

### Televisione
- The Beverly Hillbillies - serie TV, 2 episodi (1963)